# Полівка кабрерська
Полівка кабрерська (Microtus cabrerae) — вид гризунів родини хом'якових (Cricetidae).

## Поширення
Ендемік Піренейського півострова (Іспанія і Португалія), де має фрагментований ареал. Живе на висотах від 0 до 1500 м, хоча найбільш поширений нижче 1200 м. Проживає на пасовищах, полях і відкритих галявинах у лісі. Часто виявляється в безпосередній близькості від води і на узбіччя доріг. 

## Загрози та охорона
Інтенсифікація сільського господарства, в тому числі надмірний випас худоби, імовірно сприяло скороченню і фрагментації ареалу протягом останніх кількох десятиліть. Зустрічається в природоохоронних районах. Охороняється відповідно до Бернської конвенції (Додаток II)

## Ресурси Інтернету
- Fernandes, M., Pita, R. & Mira, A. 2008. Microtus cabrerae

| Панда | Це незавершена стаття з теріології. Ви можете допомогти проєкту, виправивши або дописавши її. |